# Jevgeni Jevtoesjenko

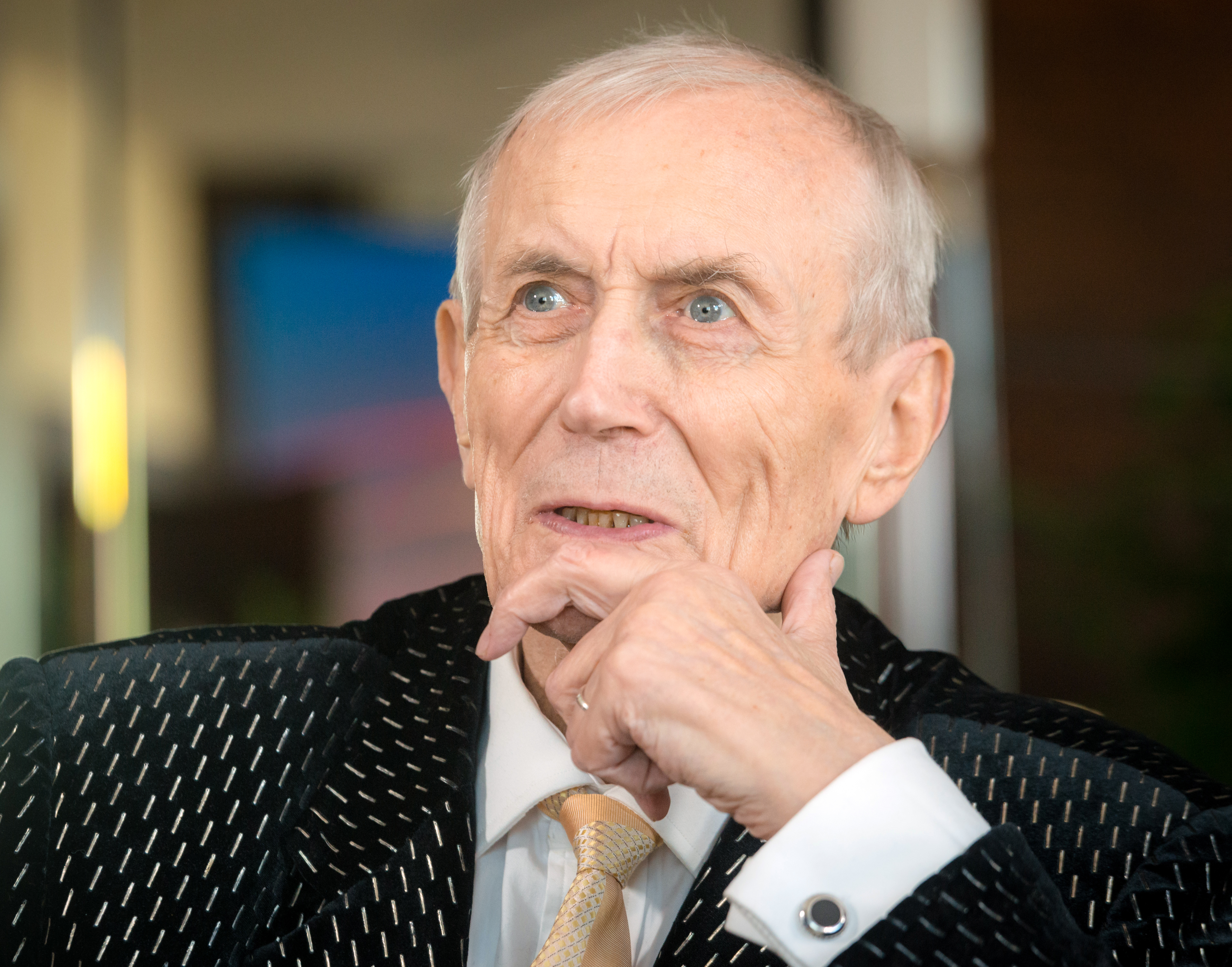
2015

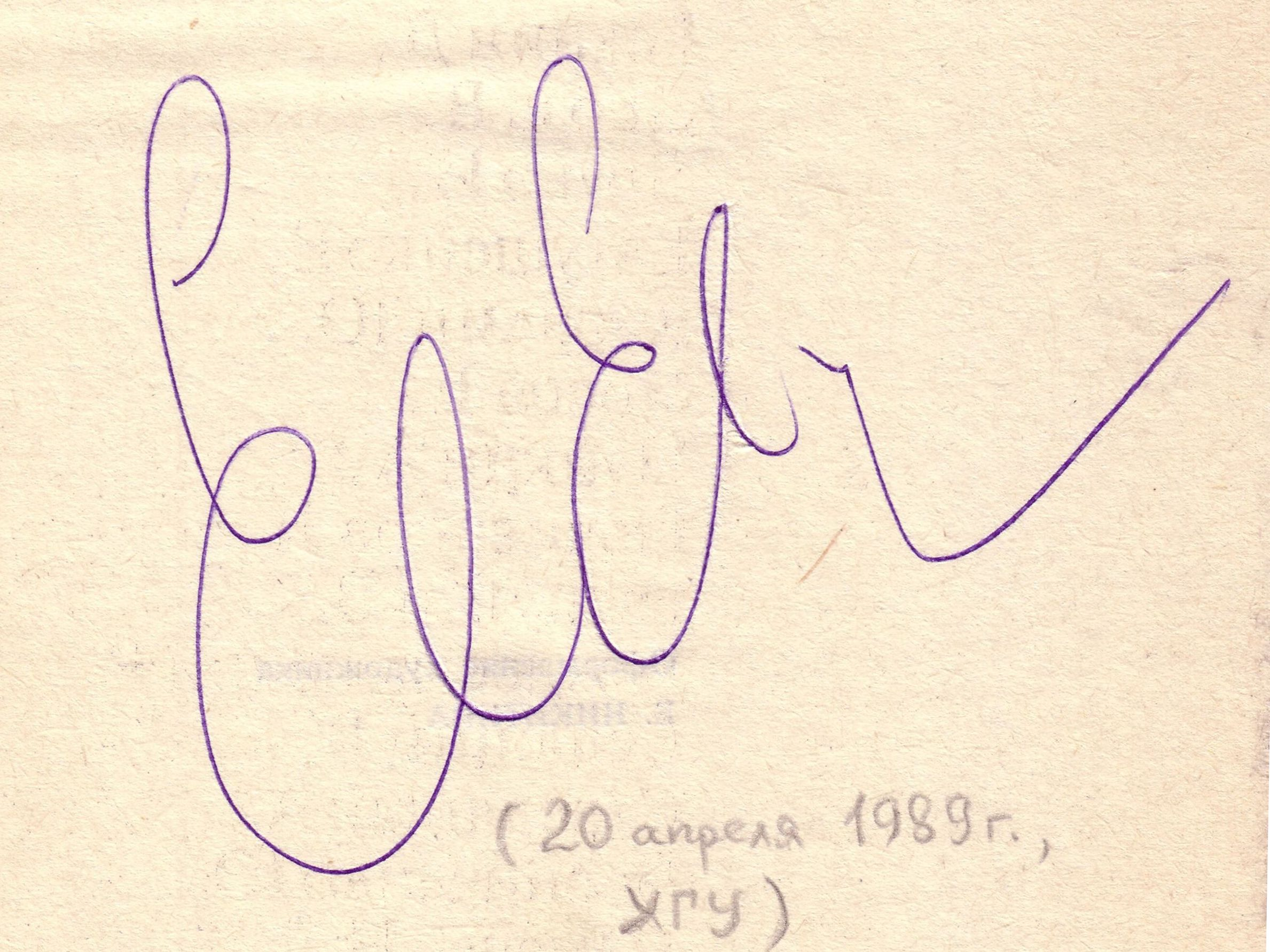
Handtekening

Jevgeni Aleksandrovitsj Jevtoesjenko (Russisch: Евгений Александрович Евтушенко) (Nizjneoedinsk (oblast Irkoetsk), 18 juli 1932 - Tulsa (Oklahoma), 1 april 2017) was een Russisch dichter. In zijn dichtbundels pleit hij voor meer vrijheid en menselijkheid in een communistische maatschappij. 

## Leven en werk
Jevtoesjenko begon op 16-jarige leeftijd met het publiceren van gedichten. Na het verschijnen van zijn eerste gedicht was succes verzekerd. Hoewel dit werk invloed toont van een andere Russische schrijver, Sergej Jesenin, is Jevtoesjenko's stijl al zichtbaar: een samenvoeging van welsprekendheid met rebellie tegen de gebeurtenissen van de dag, een bepaalde vorm van 'lyrische agitatie'.
Jevtoeskjenko kwam meermaals in botsing met de Sovjetautoriteiten, onder meer door het verschijnen van zijn "Voortijdige autobiografie" (1963) en zijn stellingname ten gunste van Aleksandr Solzjenitsyn in 1974. Als straf werd een grote huldiging van de dichter afgelast maar deze werd een tijdje later toch gehouden. Hij leek toen weer meer de partijlijn te volgen. Sommige Sovjetdissidenten, onder wie Joseph Brodsky, verweten hem dat zijn protest precies binnen de lijntjes bleef die de partijbonzen hem toestonden. 
Vele van zijn werken hebben, door hun opzienbarende betekenis, een plaatsje gekregen in de internationale canon van de poëzie. Zijn bekendste werk is het gedicht Babi Jar uit 1961 over het bloedbad van Babi Jar in 1941, waarvan de beginregel luidt:
Er staat geen monument bij Babi Jar. Er is alleen de steile afgrond, als een ruwe gedenksteen. Ik ben bang.
Dit gedicht is op muziek gezet door Dmitri Sjostakovitsj in het eerste deel van diens dertiende symfonie (1962).
Van 1989 tot 1991 was hij lid van de Opperste Sovjet. Toen Michail Gorbatsjov de perestrojka doorvoerde, stelde Jevtoesjenko zich negatief tegenover hem op, maar tijdens de Augustusstaatsgreep in Moskou van 1991 steunde hij Gorbatsjov door vanaf een balkon van het Witte Huis een gedicht voor te dragen. Toen Gorbatsjov werd opgevolgd door Boris Jeltsin werd Jevtoesjenko hoofd van de schrijversbond.
Jevtoeskjenko trouwde viermaal, de eerste keer met dichteres Bella Achmadoelina. Zijn derde vrouw Jan Butler vertaalde een aantal van zijn werken in het Engels. De laatste 25 jaar van zijn leven gaf hij in deeltijd les aan de Universiteit van Tulsa. Hij overleed daar op 84-jarige leeftijd, nadat hij met hartklachten in een ziekenhuis was opgenomen.

## Citaten
- Literatuur kan mensen genezen met het bittere zout der waarheid.
- Net zoals je een zieke moeder niet in de steek laat, moet je ook een zieke maatschappij niet in de steek laten.

## Werken (selectie)
- Babi Jar (1961)
- Talent is een opzettelijk wonder (1980)
- Een plaats voor wilde bessen (1981)
- Oorlog, dat is anti-cultuur (1983)

- Bibsys: 90064163
- Biblioteca Nacional de España: XX961402
- Bibliothèque nationale de France: cb11902052k (data)
- Catàleg d'autoritats de noms i títols de Catalunya: 981058596202506706
- CiNii: DA00996033
- Digitale Bibliotheek voor de Nederlandse Letteren: jevt001
- Gemeinsame Normdatei: 118776215
- International Standard Name Identifier: 0000 0001 2029 3363
- Library of Congress Control Number: n79107945
- Nationale Bibliotheek van Letland: 000042778
- MusicBrainz: 44b765f7-5d4b-49f4-b987-3337173874a0
- National Archives and Records Administration: 10581528
- Bibliotheek van het Japanse parlement: 00439096
- Nationale Bibliotheek van Tsjechië: jn19981001566
- Nationale bibliotheek van Australië: 36130310
- Nationale Bibliotheek van Israël: 987007261077205171
- Nationale Bibliotheek van Polen: a0000001221681
- Nationale en Universitaire bibliotheek Zagreb: 000170636
- Nederlandse Thesaurus van Auteursnamen: 069702667
- Réseau des bibliothèques de Suisse occidentale: 02-A000059695
- Istituto Centrale per il Catalogo Unico: CFIV061742
- LIBRIS: 52374
- SNAC: w6sn0x14
- Système universitaire de documentation: 026855410
- Trove: 1217249
- Virtual International Authority File: 79846190
- WorldCat: E39PBJdRrqKhmwxCKRfq38mPQq